# تابلوی خانواده در صحنه‌ای از زندگی روزانه
تابلوی خانواده در صحنه‌ای از زندگی روزانه (ایتالیایی: Gruppo di famiglia in un interno) یک فیلم درام به کارگردانی لوکینو ویسکونتی است که در سال ۱۹۷۴ منتشر شد. در این فیلم ستارگانی از کشورهای مختلف جهان، حضور داشتند که از آن میان می‌توان به «برت لنکستر» (ایالات متحده آمریکا)، «هلموت برگر» (اتریش)، «دومینیک ساندا» (فرانسه)، «سیلوانا مانگانو» و «کلودیا کاردیناله» (ایتالیا) اشاره کرد. فیلم به زبان انگلیسی ساخته شد و در ایتالیا، به زبان ایتالیایی دوبله شد.
این فیلم، در آن هنگام، در اسپانیا سانسور شد، چرا که علاوه بر صحنه‌هایی از برهنگی، از دختر و دامادِ ژنرال فرانسیسکو فرانکو هم در صحنه‌هایی نام برده می‌شود. (سرانجام نسخه بدون سانسور این فیلم در سال ۱۹۸۳ در اسپانیا منتشر گردید). در کشور انگلستان هم در اکران عمومی واژه‌هایی را که به اندام جنسی مونث اشاره داشت، حذف کردند و نسخهٔ بدون سانسور آن تنها بر روی دی‌وی‌دی عرضه شد.

## خلاصه داستان
یک استاد بازنشسته آمریکایی (با بازی برت لنکستر) زندگی بی‌دغدغه و آرامی را در یک خانه مجلل در شهر رم می‌گذراند. کمی بعد، او با زنی در ظاهر نجیب‌زاده اما بددهن و بی‌نزاکت (با بازی سیلوانا مانگانو) آشنا می‌شود که به همراه معشوقه‌اش (با بازی هلموت برگر)، دخترش (کلاودیا مارسانی) و دوست‌پسرِ دخترش (استفانو پاتریتسی) او را وادار می‌کنند تا آپارتمانی را در بالای منزلش به آن‌ها اجاره دهد. از این جا به بعد، زندگی آرام این استاد دانشگاه، با اعمال و رفتارهای این خانواده تبدیل به جهنم می‌شود و زندگی همه آن‌ها دستخوش وقایع غیرمنتظره اما گریزناپذیری می‌گردد...

## اشارات فرهنگی
- ویسکونتی در خلق شخصیتِ استاد دانشگاه، از زندگی واقعیِ «ماریو پراتز» ، منتقد برجسته ادبی، الهام گرفته بود. «پراتز» چندی پس از اکران فیلم، اظهار داشت که شرایطی مشابه با شخصیتِ پروفسور فیلم را به‌مدت چند ماه، تجربه کرده بود.
- استاد دانشگاه در فیلم، کلکسیونر «تابلوی خانواده در صحنه‌ای از زندگی روزانه» است؛ نوعی سبک نقاشی در قرن ۱۸ میلادی (بویژه در انگلستان) که پرتره‌ای از یک خانواده به همراه دوستان یا آشنایان را نشان می‌دهد که در حال گفتگو یا انجام کاری هستند.
- در فیلم، قطعاتی از موسیقی «خداوندا! می‌خواهم برایت شرح دهم» و «سمفونی برای ویولن، ویولا و ارکستر؛ در می بمل ماژور کِی ۳۶۴» (هر دو از ولفگانگ آمادئوس موتسارت) و نیز ترانهٔ «منِ خیره‌سر» (از ایوا زانیکی) شنیده می‌شود.
- در فیلم اشاراتی به کودتای «گولپه بورگزه» و بریگاد سرخ و اعمال تروریستی که در اوایل دهه ۷۰ میلادی در تاریخ ایتالیا به وقوع پیوسته، وجود دارد. شخصیت «کونراد» (با بازی هلموت برگر) در حوادث مه ۱۹۶۸ حضور داشته‌است.
- شخصیت «لیه‌تا» (کلاودیا مارسانی) شعری منسوب به ویستن هیو آودن را می‌خواند که مضمونش چنین است: «در گور، [دیگر] روابط جنسی وجود ندارد».

## جوایز

### جایزه انجمن ملی فیلم ایتالیا
- برندهٔ جایزهٔ بهترین کارگردانی
- برندهٔ جایزهٔ بهترین تصویربرداری
- برندهٔ جایزهٔ بهترین چهرهٔ جدید بازیگری
- برندهٔ جایزهٔ بهترین تهیه‌کننده
- برندهٔ جایزهٔ بهترین طراحی پروژه

### جایزهدیوید دی دوناتلو
- برندهٔ جایزهٔ بهترین فیلم
- برندهٔ جایزهٔ بهترین بازیگر خارجی

### جایزه آکادمی فیلم ژاپن
- برندهٔ جایزهٔ بهترین فیلم خارجی

### جشنوارهٔ بین‌المللی فیلموایادولید(سه‌مین‌ثی)
- برندهٔ جایزهٔ بهترین فیلم